# DNS raíz alternativo
Internet utiliza el sistema de nombres de dominio (DNS) para asociar las direcciones IP numéricas de los equipos con nombres legibles. El nivel superior de la jerarquía de nombres de dominio, la raíz DNS, contiene los dominios de nivel superior que aparecen como los sufijos de todos los nombres de dominio de Internet. La raíz oficial DNS es administrado por la Corporación de Internet para Nombres y Números Asignados (ICANN). Además de ello, varias organizaciones operan DNS raíz alternativos, a menudo denominados raíces alt (o alt roots en inglés). Estos sistemas de nombres de dominio alternativos operan sus propios servidores de nombres raíz y administran sus propios espacios de nombres específicos que consisten en dominios de nivel superior de encargo.
La Internet Architecture Board (IAB) ha pronunciado fuertemente en contra de raíces alternativas en el RFC 2826.

## Descripción
La zona de la raíz DNS consta de punteros a los servidores de nombres de dominio con autoridad para todos los dominios de primer nivel (dominios de nivel superior). La zona de la raíz se encuentra alojada en una colección de servidores raíz operados por varias organizaciones de todo el mundo que todos utilizan una lista  de dominios específica y aprobada que es administrado por la ICANN. Por el contrario, las raíces alternativas suelen incluir referencias a todos los servidores TLD para los dominios delegados por ICANN, así como los servidores de nombres de otros dominios de nivel superior, costumbre que no son sancionados por la ICANN. Algunas raíces alternativas son operados por las organizaciones que gestionan estos TLDs alternativos.
Los DNS raíces alternativos pueden caracterizarse en términos generales como los que son administrados por razones idealistas o ideológicas, los que se ejecutan como empresas con ánimo de lucro, y los que funcionan internamente para una organización para su propio uso.[cita requerida] Durante el boom de las punto-com, algunos proveedores de raíz alternativos [¿quién?] creían que se podían obtener importantes beneficios al proporcionar dominios alternativos de nivel superior.[cita requerida]  Algunos de la comunidad de Internet han visto los DNS raíz alternativos como beneficiosas para el Internet, y les ejecutan en protesta por el control absoluto centralizado. Zach Bastick propone que las raíces DNS alternativos se permitan para un control más democrático de Internet:

La implementación de gTLD alternativas es anterior a cualquier debate significativo sobre la extensión de espacio de nombres por los actores oficiales, y esto es un ejemplo de cómo democratizar el DNS altera el ritmo de desarrollo de la política de Internet, la naturaleza de las decisiones que justifican que el desarrollo de políticas, la dinámica de las políticas y la autonomía del usuario en la infraestructura de red.

Aunque técnicamente trivial para configurar, el mantenimiento de una red de servidores raíz confiable es una tarea seria.[cita requerida] Para que el sistema sea eficaz, varios servidores deben ejecutarse de forma continua y sin interrupción en diferentes ubicaciones geográficas. Sólo una pequeña parte de los proveedores de servicios de Internet en realidad utilizan algunos de los dominios atendidos por operadores raíz alternativo, generalmente utilizan servidores raíz solamente sancionados por la ICANN. Esto ha llevado al fracaso comercial de varios proveedores de raíz DNS alternativos.[cita requerida]
Un dominio de nivel superior con el nombre biz, creado por Pacific Root, estuvo en funcionamiento antes de que la ICANN aprobara el dominio biz oficial, operado por Neulevel. Durante algún tiempo después de la creación del dominio oficial, varias raíces alternativas siguieron resolviendo el nombre a los servidores de Pacific Root en lugar de los de Neulevel. Por lo tanto, algunos nombres de dominio existían en diferentes raíces y apuntaban a diferentes direcciones IP. La posibilidad de este tipo de conflictos, y su potencial para desestabilizar la Internet, es la principal fuente de controversia en torno a las raíces alternativas. Muchas de las raíces alternativas [¿quién?] tratan de coordinarse entre sí, pero muchos no lo hacen, y no existen procesos de resolución de conflictos entre ellos.

## Proveedores

### Namecoin P2P DNS
Los dominios de nivel superior Namecoin no son manejados por una sola organización. Cada peer Namecoin tiene una copia del registro público llamada la cadena de bloque. El trabajo forzado se utiliza para prevenir allanamiento de dominios (squatting en inglés) y otros tipos de abuso. El software Namecoin permite el registro de dominios bajo cualquier dominio de nivel superior, pero solo el dominio de nivel superior .bit se permite actualmente. Los usuarios pueden o bien utilizar DNS alternativos, sufijo DNS, puerta de enlace, plugin para el navegador o instalar software Namecoin y ganar visión auténtica independiente del espacio de nombres. En este último caso, los dominios Namecoin no se pueden desactivar o ser transferidos por una autoridad.

### Emercoin
Emercoin es un criptomoneda que también ha incorporado soporte para DNS, lo que proporciona un marco para almacenar y mantener pares 
llave->valor en su base de datos descentralizada. Emercoin DNS puede soportar prácticamente cualquier zona DNS sin embargo para evitar colisiones con las zonas DNS existentes, se admiten dos zonas principales: * .emc y * .coin. Cada instancia del software Emercoin contiene un sencillo servidor DNS incorporado que soporte el protocolo estándar DNS RFC 1034. De ese modo es posible integrar DNS Emercoin contra un árbol DNS regular a través de un proxy DNS o servidor DNS de servicio completo.